# Jona J.6

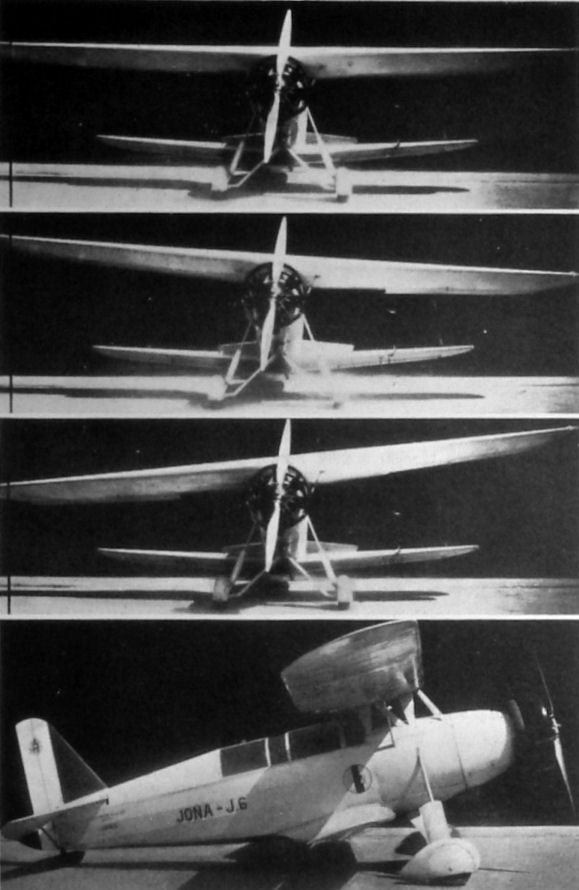
Jona J.6 con ala basculante

Lo Jona J.6 o Magni Jona J.6 o J.6S è stato un aereo da addestramento sperimentale biplano monomotore del tipo ad ala sesquiplana, costruito dall'ingegner Alberto Jona nel 1934; si trattava di un velivolo innovativo per la possibilità dell'ala superiore di poter oscillare longitudinalmente, per meglio controllare il rollio del velivolo, ciò grazie ad una cerniera e degli ammortizzatori posti nei montanti.

## Storia del progetto
Nel tentativo di semplificare il controllo di un velivolo l'ing. Jona pensò di sperimentare un sistema che con la sola cloche potesse controllare il rollio del velivolo. Inoltre, il sistema progettato oltre a garantire facilità di comandi, non essendo necessario usare gli alettoni, garantiva un volo "morbido" anche in caso di turbolenza ed era immune dai pericoli di scivolata d'ala, di auto-rotazione e di vite.
Lo Jona J.6 venne costruito dalla Piero Magni Aviazione di Taliedo; si trattava di un velivolo da addestramento con due posti in tandem, sesquiplano, caratterizzato dall'ala superiore oscillante, mentre la piccola ala inferiore era fissa e serviva per compensare la coppia motrice; aveva ammortizzatori con bloccaggio idraulico dell'ala oscillante oltre ai normali alettoni di curvatura, installazioni elettriche per il volo di notte, ecc.
Venne mostrato in anteprima al Salone di Milano del 1935, l'anno prima del suo primo volo, che avvenne il 24 maggio 1936, con l'ala oscillante bloccata. Successivi voli con l'ala oscillante attiva confermarono ampiamente la bontà del progetto dell'ing. Jona, suscitando un grande interesse nella stampa specializzata dell'epoca.

## Tecnica

### Cellula
Aveva una fusoliera in tubi di acciaio al cromo-molibdeno saldati, rivestita in lamiera di alluminio e tela, con due posti in tandem a doppi comandi ricoperti da una capottina con apertura laterale.

### Motore
Il prototipo J.6 montava un Fiat A.54 da 140 CV (103 kW); questo motore venne poi sostituito nella piccola serie di J.6S con l'Alfa Romeo D2-C30 stellare da 240 CV con compressore a lobi tipo Rootes ed elica metallica a passo variabile a terra.
Nell'esemplare con motore Fiat, il motore era contornato da un anello Townend.

### Sistemi e impianti
L'elemento caratterizzante il velivolo era il sistema di ala oscillante; con questo sistema, relativamente complesso, costituito da una cerniera e da ammortizzatori posti nei montanti cui era trattenuta l'ala superiore, era possibile manovrare in volo usando solamente la cloche semplificando enormemente il controllo del velivolo anche in condizione d'instabilità atmosferica laterale. Il velivolo con questo sistema poteva far oscillare l'ala superiore lungo l'asse centrale parallelo alla direzione di volo fino a un massimo di dieci gradi. Il sistema faceva sì che quando un'estremità alare si alzava, automaticamente gli alettoni contrastavano questo movimento, alzandosi quelli omolaterali e abbassandosi quelli controlaterali, riportando così l'ala nella posizione originale. In questo modo la fusoliera risultava "appesa" all'ala superiore e così libera di pendolare facilitava il mantenimento della stabilità trasversale della stessa.
L'ala oscillante poteva essere bloccata, facendo tornare il comando degli alettoni manuale. Il blocco poteva infine applicarsi per qualunque inclinazione laterale senza far andare l'ala oltre il centro (0°) nel suo ritorno di bascullaggio. Inoltre, l'ala era anche dotata di alette Handley Page, che impedivano lo stallo in caso di assetto ad alta incidenza.
Tutte le ali erano di costruzione lignea, con dei longheroni di spruce e compensato, scatolati e con rivestimento lavorante in legno per garantire la giusta rigidità visto il notevole sbalzo. Quella superiore, come si è visto, aveva alettoni e alette; l'inferiore aveva alettoni che potevano anche piegarsi con movimento sincrono per agire da flaps.
I piani di coda erano in legno.
Il carrello era dotato di ammortizzatori oleodinamici e di freni alle ruote.

### Armamento
Sulla seconda versione venne prevista e montata una mitragliatrice Breda-SAFAT da 7,7 mm in caccia.

### Versioni

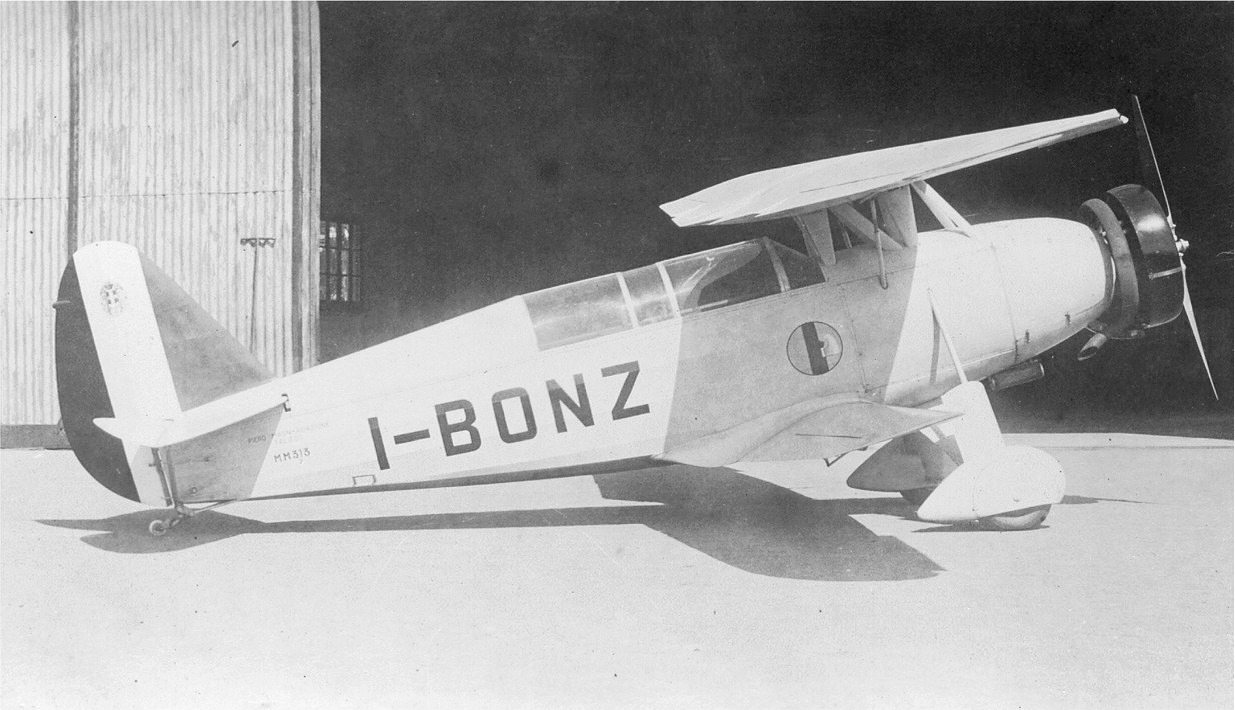
Jona J.6 civile

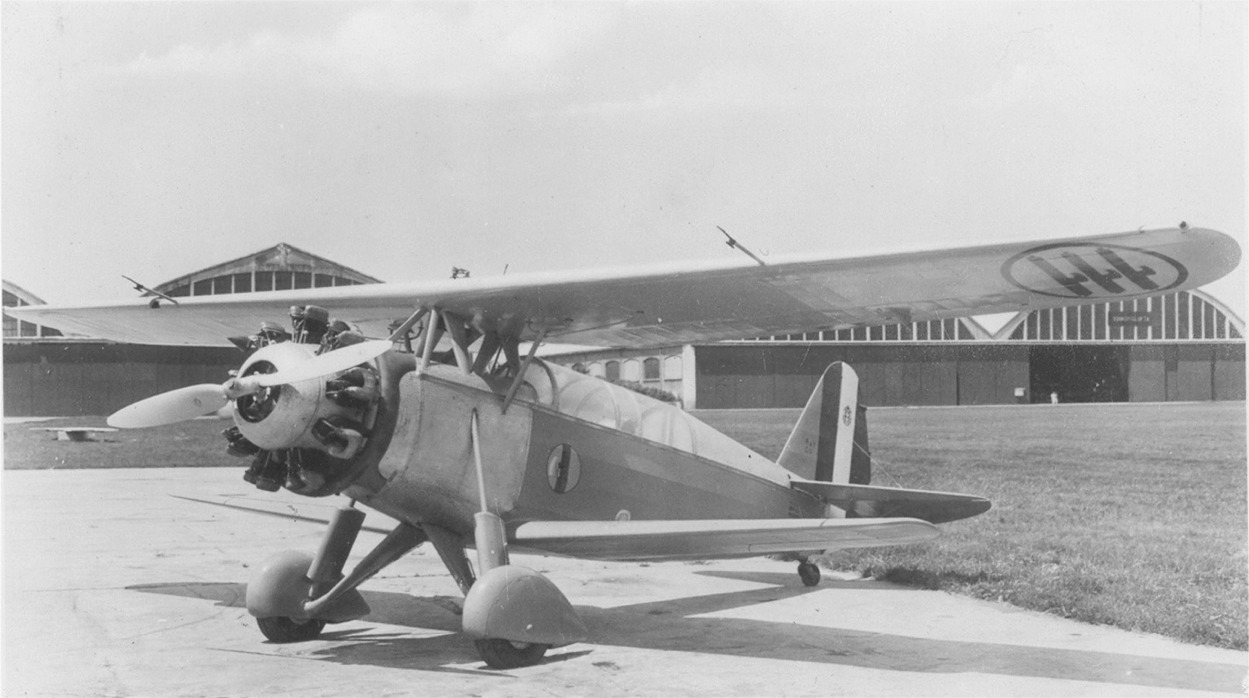
Jona J.6S

J.6
Prototipo costruito per testare l'ala basculante, ricevette la matricola militare MM.313. Il 20 luglio 1937 venne immatricolato civilmente con la matricola I-BONZ. Montava un motore Fiat A.54 con elica bipala metallica Magni e con anello Townend.
Lo stesso anno partecipò al Giro Aereo d’Italia. Venne radiato il 27 luglio 1941.
J.6S
Piccola serie di sei velivoli (matricole da MM50723 a MM50728) senza ala oscillante, in cui venne installato il più potente motore Alfa Romeo D.2-C30 un radiale a 9 cilindri da 240 CV (180 kW) senza anello Towned; inoltre era armato con una mitragliatrice Breda-SAFAT da 7,7 mm in caccia, posizionata davanti alla cabina sulla fusoliera.
Stranamente questi esemplari ricoverati a Bresso sin dal 27 luglio 1941, vennero radiati senza aver effettuato alcun volo. Gli stessi furono poi distrutti da un bombardamento alleato del 1942.